# Evropská silnice E29
Evropská silnice E29 je evropskou silnicí 1. třídy. Začíná v německém Kolíně nad Rýnem a končí ve francouzském Sarreguemines. Celá trasa měří 323 kilometrů.

## Trasa
- Německo
  - Kolín nad Rýnem – Euskirchen – Bitburg

- Lucembursko
  - Echternach – Lucemburk

- Německo
  - Wadgassen – Saarbrücken

- Francie
  - Sarreguemines

## Galerie

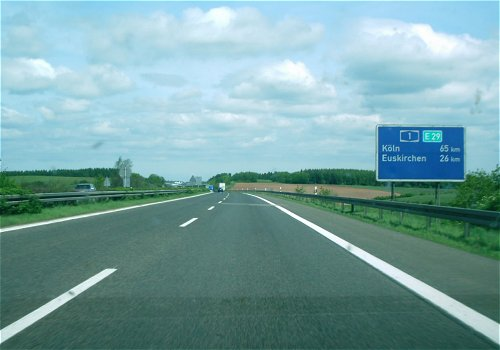
E29 v Německu
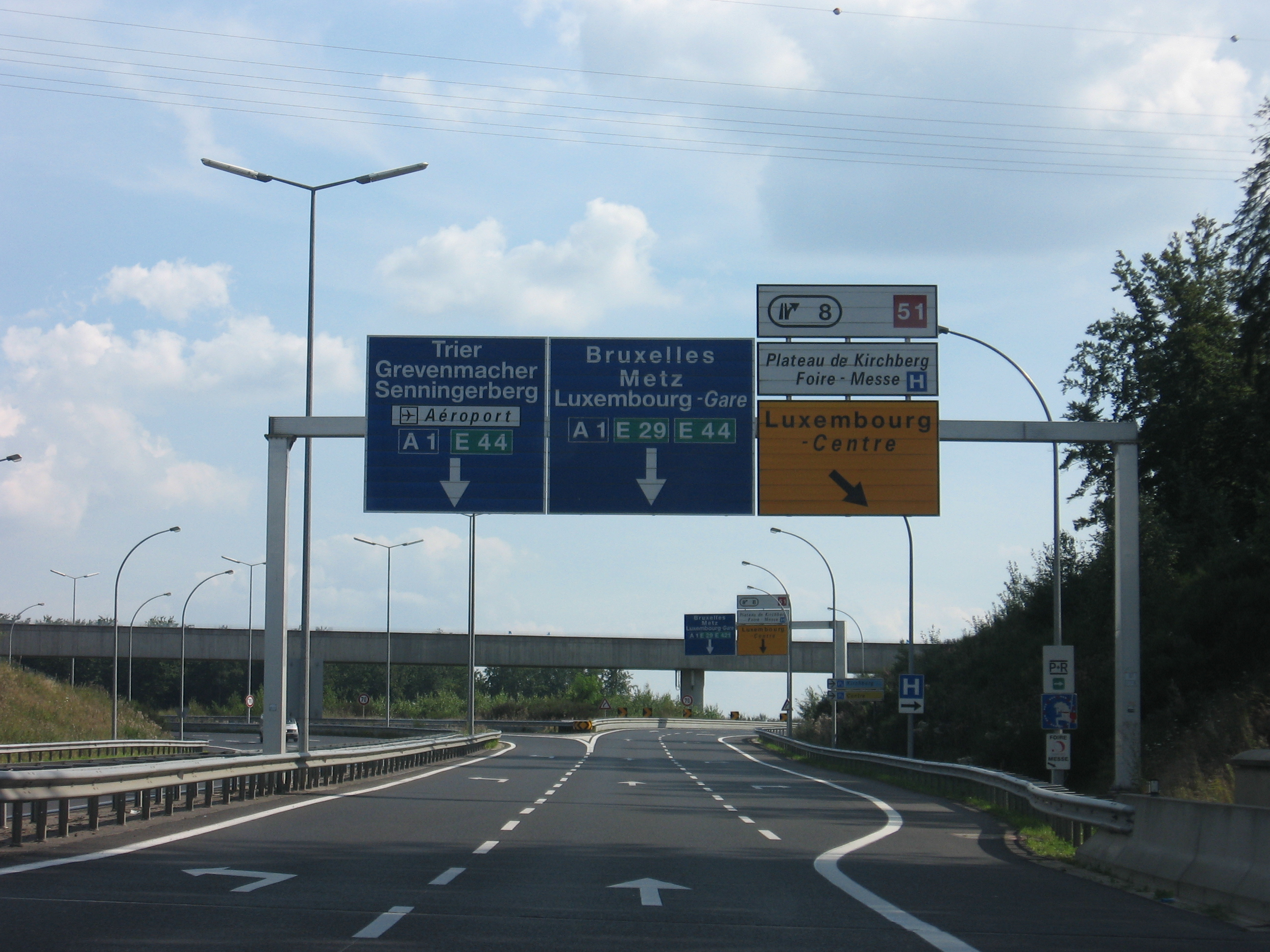
E29 v Lucembursku
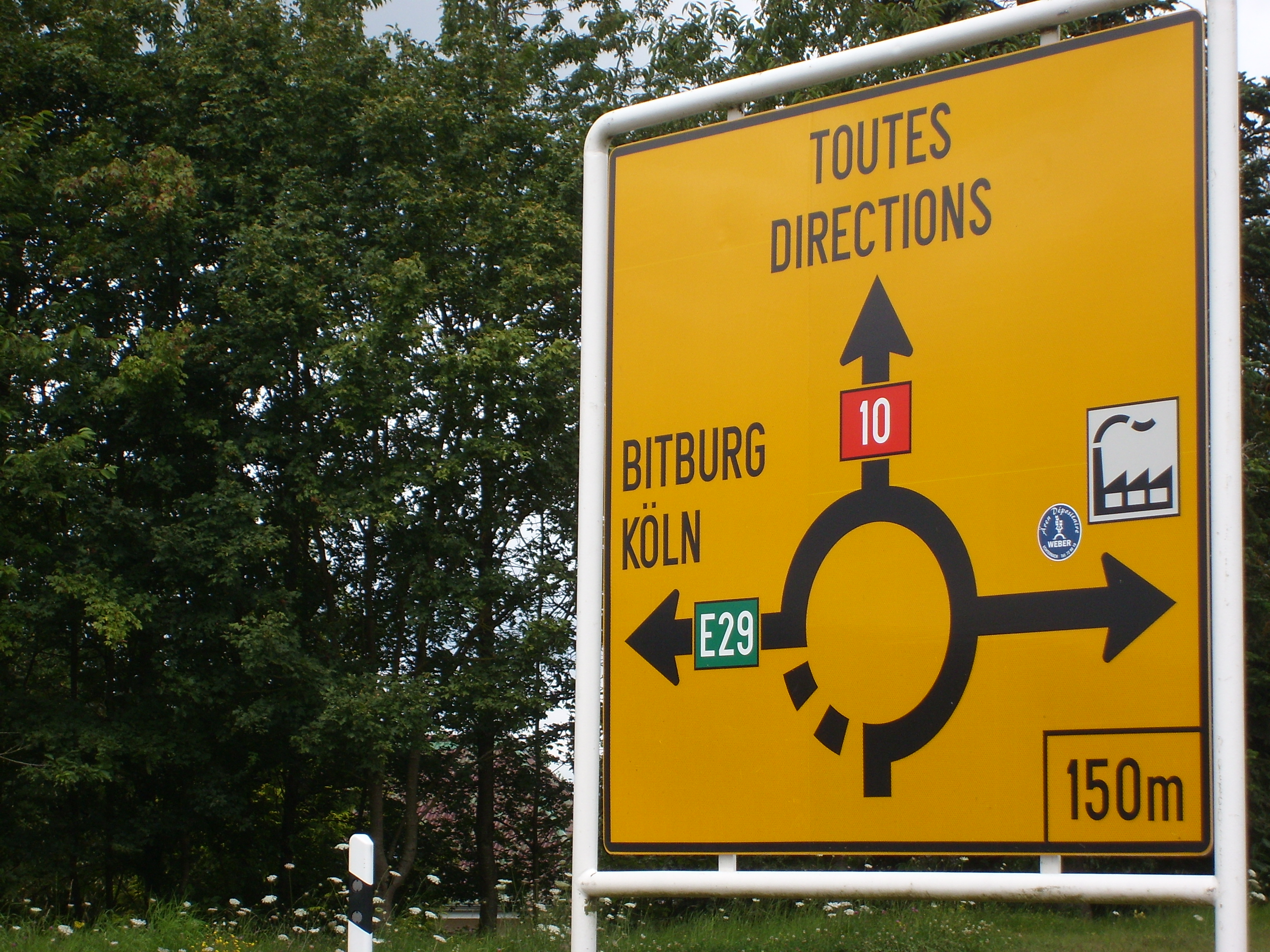
E29 v Lucembursku